# Rocha aksamitna
Rocha aksamitna (Acroteriobatus annulatus) – gatunek morskiej ryby rajokształtnej z rodziny rochowatych (Rhinobatidae).

## Taksonomia
Rocha aksamitna została po raz pierwszy opisana przez Andrew Smitha w 1841 roku jako Rhinobatus (Syrrhina) annulatus. W 2016 Last, Séret i Naylor wynieśli podrodzaj Acroteriobatus do rangi rodzaju. Gatunek często mylony z Acroteriobatus blochii, mającym zbliżony zasięg występowania.

## Występowanie i środowisko
Występuje endemicznie w południowej Afryce, od Angoli, przez Namibię, do prowincji KwaZulu-Natal w Południowej Afryce. Prowadzi przydenny tryb życia. Zamieszkuje wody przybrzeżne na głębokości 50–100 metrów, także słonawowodne estuaria, zamknięte zatoki i strefy przyboju, gdzie zakopuje się w piasku. Obserwacje z Madagaskaru niepewne. Gatunek pospolity, najczęściej spotykany rochowaty w wodach południowej Afryki. Pływa dość powoli i nieporadnie.

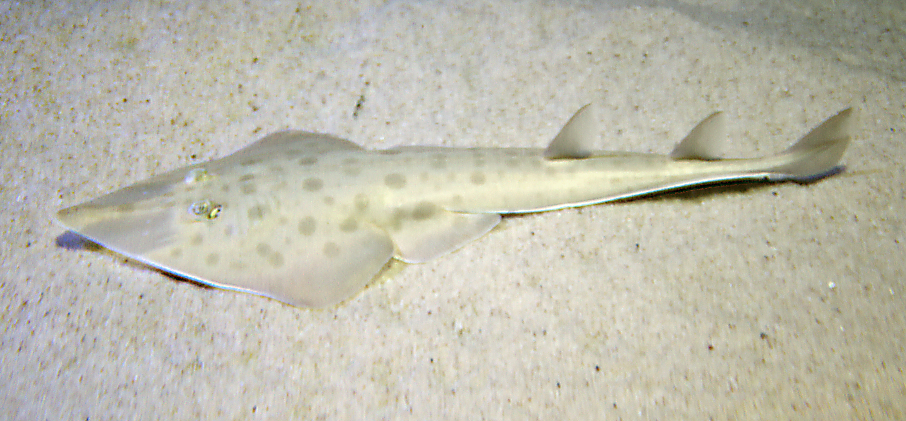
Rocha aksamitna w akwarium południowoafrykańskiego uShaka Marine World

## Morfologia
Osiąga do 140 cm długości całkowitej. Ciało pokrywają drobne ząbki skórne. Skóra w dotyku gładka, miękka, stąd epitet gatunkowy – aksamitna. Na ciele liczne plamy w kolorze złotawym i niebieskawym.

## Rozmnażanie
Rochy aksamitne odbywają gody w płytkich wodach przybrzeżnych, jednak z dala od piaszczystych plaż. Późnym latem (przypada to na przełom marca i kwietnia) wracają do płytkich zatok i w ujścia rzek w celu odbycia porodu. Są to ryby jajożyworodne, co oznacza, że młode rodzą się w pełni ukształtowane. Nie ma łożyska, dostarczającego pokarm do zapłodnionych jaj, zarodek odżywia się żółtkiem z pęcherzyka żółtkowego, później także wydzielinami z macicy. Ciąża trwa około 10 miesięcy. W miocie może być od dwóch do dziesięciu młodych, mających około 23 cm długości. Po urodzeniu pozostają w płytkich wodach przez około rok.

## Odżywianie
Odżywiają się skorupiakami, małżami, wieloszczetami i małymi rybami kostnymi, same stanowią pokarm dla rekinów.

## Zagrożenia
Głównym zagrożeniem dla rochy jest przede wszystkim wędkarstwo, zarówno rekreacyjne, jak i komercyjne, przemysłowe, wykorzystujące okrężnice, sieci skrzelowe i włoki denne. IUCN od 2020 roku uznaje ją za gatunek narażony (VU, Vulnerable); wcześniej, od 2006 roku była klasyfikowana jako gatunek najmniejszej troski (LC, Least Concern). Trend populacji jest spadkowy. Poławiana ze względu na smaczne mięso.